# 상산초등학교 북부분교
상산초등학교 북부분교는 대한민국 경상북도 상주시 발산로 237 (중덕동)에 있었던 공립 초등학교이다.

## 학교 연혁
- 1948년 12월 7일 상주북부공립국민학교로 개교
- 1985년 1월 21일 병설유치원 설립인가
- 1996년 3월 1일 상주북부초등학교로 개칭
- 1999년 2월 20일 제50회 졸업식(총 3194명)
- 1999년 3월 1일 상산초등학교 북부분교로 격하 편입
- 2006년 3월 1일 상산초등학교로 통폐합(총 3214명 졸업)